# Orogeneza alpejska
Orogeneza alpejska lub fałdowania alpejskie – ostatni okres globalnych fałdowań górotwórczych, w czasie którego doszło do powstania górotworu alpejskiego. 
Orogenezę alpejską pośrednio wywołał rozpad superkontynentu Gondwany. Po oderwaniu się płyt afrykańskiej, arabskiej i indoaustralijskiej podryfowały one na północ i zderzyły się z płytą eurazjatycką, powodując intensywne fałdowanie. Większość gór powstałych w trakcie tej orogenezy – alpidów – rozciąga się wzdłuż krawędzi tych płyt. 
Orogeneza alpejska zaczęła się w triasie, a największe nasilenie nastąpiło w trzeciorzędzie. Trwała przez cały paleogen, na który przypadła główna faza fałdowań, i trwa nadal. 
W jej ramach wyróżnia się 3 etapy:
- wczesnoalpejski (trias–kreda)
- środkowoalpejski (paleogen)
- późnoalpejski (neogen)

A także bardziej szczegółowe fazy orogeniczne:
- eokimeryjska (koniec triasu)
- neokimeryjska (koniec jury)
- laramijska (koniec kredy)
- walahijsko-wołowska (pliocen–plejstocen)
- rodańska (miocen–pliocen) – została wyniesiona wtedy południowa Europa
- attycka (miocen–pliocen) – zostały wyniesione Hellenidy
- styryjska (późny miocen) – wyniesione Karpaty oraz Alpy
- sawska (paleogen–neogen)
- helwecka (oligocen)
- pirenejska (eocen)

## Skutki orogenezy alpejskiej
W toku orogenezy alpejskiej zostały wypiętrzone w szczególności łańcuchy górskie łańcucha alpejsko-himalajskiego:
- Europa:
  - Pireneje
  - Góry Betyckie
  - Apeniny
  - Alpy
  - Karpaty
  - Bałkan
  - Góry Dynarskie
  - Hellenidy (m.in. Pindos)
  - Góry Krymskie
- Azja:
  - Kaukaz
  - Góry Pontyjskie
  - Elburs
  - Kopet-dag
  - Taurus
  - Zagros
  - Mekran
  - Kunlun
  - Hindukusz
  - Karakorum
  - Pamir
  - Himalaje
  - Góry Arakańskie
- Afryka:
  - Atlas

a także 
- Andy w Ameryce Południowej
- Kordyliery w Ameryce Północnej
- Góry Koriackie i Góry Środkowe w Azji.

W czasie orogenezy alpejskiej sąsiadujące ze strefą fałdowań górskie masywy hercyńskie często uległy odmłodzeniu bądź, przeciwnie, zniszczeniu i zapadnięciu.